# Nemoleon lovenius
Nemoleon lovenius is een insect uit de familie van de mierenleeuwen (Myrmeleontidae), die tot de orde netvleugeligen (Neuroptera) behoort. 
Nemoleon lovenius is voor het eerst wetenschappelijk beschreven door Navás in 1928.